# Marcols-les-Eaux

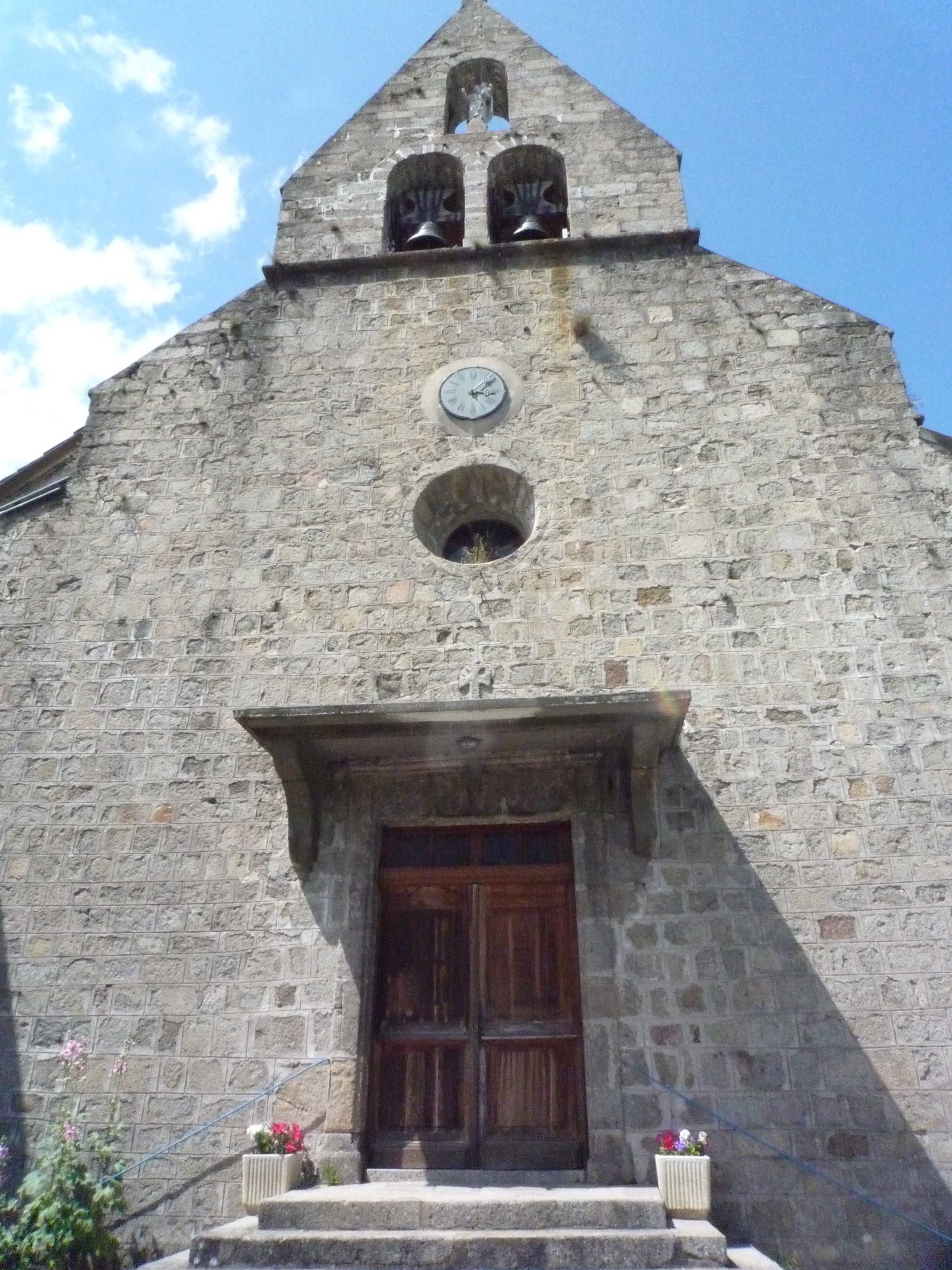
Kościół z XVII wieku (2010)

Marcols-les-Eaux – miejscowość i gmina we Francji, w regionie Owernia-Rodan-Alpy, w departamencie Ardèche.
Według danych na rok 1990 gminę zamieszkiwało 300 osób, a gęstość zaludnienia wynosiła 19 osób/km² (wśród 2880 gmin regionu Rodan-Alpy Marcols-les-Eaux plasuje się na 1329. miejscu pod względem liczby ludności, natomiast pod względem powierzchni na miejscu 725.).